# Haoua Dia Thiam
Haoua Dia Thiam (* 1959 in Bamako, Mali) ist eine senegalesische Politikerin, die mehrmals Ministerin war.

## Leben
Haoua Dia Thiam absolvierte ein Studium der Geographie an der Université Cheikh Anta Diop de Dakar in Dakar, das sie mit einem Magister (Maîtrise en géographie) beendete. Ein Studium an der École normale supérieure (ENS) schloss sie mit einer Eignungsbescheinigung der Sekundarschule CAES (certificat d’aptitude à l’enseignement secondaire) ab und war daraufhin als Lehrerin tätig. Bereits während des Studiums wurde sie 1978 Mitglied der Partei Gemeinsam Handeln/Afrikanische Partei für Demokratie und Sozialismus And Jëf/PADS (And Jëf/Parti Africain pour la Démocratie et le Socialisme) beziehungsweise von deren Vorläuferin Wurzeln der Nation (Reenu-Rew/racines de la nation). Zunächst engagierte sie sich in der Kommunalpolitik und war zwischen 1996 und 2014 Mitglied des Rates von Médina, einem Stadtbezirk von Dakar. Nachdem sie And Jëf/PADS verlassen hatte, wurde sie Mitglied der Demokratischen Partei PDS (Parti Démocratique Sénégalais).
Nach der Wahl von Abdoulaye Wade zum Staatspräsidenten wurde Haoua Dia Thiam im April 2000 Ministerin für Parlamentsbeziehungen (Ministre des Relations avec les Assemblées) im zweiten Kabinett von Premierminister Moustapha Niasse. Im darauf folgenden Kabinett von Premierministerin Mame Madior Boye fungierte sie zwischen März 2001 und November 2002 als Minister für die Beziehungen zu den Institutionen (Ministre des Relations avec les Institutions). Auf der Nationalen Liste der PDS wurde sie bei den Wahlen am 29. April 2001 erstmals zum Mitglied der Nationalversammlung (Assemblée nationale du Sénégal) gewählt, der sie bis zum 25. Februar 2007 angehörte. Während ihrer Parlamentszugehörigkeit war sie zwischen 2001 und 2007 zudem Vorsitzende des Ausschusses für Auswärtige Angelegenheiten und Senegalesen im Ausland (Commission des affaires étrangères et des sénégalais de l’extérieur) sowie zugleich Generalberichterstatterin für den Haushalt. Ein postgraduales Studium in den Fächern Diplomatie und Politische Strategie beendete sie 2009 mit einem Diplôme d’études supérieures spécialisées (DESS).
Nach ihrem Austritt aus der PDS gründete Haoua Dia Thiam mit Yonu Askan wi eine eigene politische Gruppierung. Diese wurde Teil der Koalition Vereinigung der Hoffnung BBY (Benno Bokk Yakaar/Unis par l’espoir). Bei den Wahlen am 1. Juli 2012 wurde sie auf der Liste der BBY in Dakar wieder zum Mitglied der Nationalversammlung gewählt und fungierte dort zunächst zwischen Juli 2012 und Oktober 2013 als Vorsitzende des Ausschusses für Kultur und Kommunikation (Commission des culture et Communication) sowie anschließend seit Oktober 2013 als Vorsitzende des Ausschusses für Gesundheit, Bevölkerung, Soziales und nationale Solidarität (Commission des santé, population, affaires sociales et solidarité nationale).. Bei den Wahlen am 30. Juli 2017 wurde sie nicht wieder zum Mitglied der Nationalversammlung gewählt.

## Weblink
- Eintrag auf der Nationalversammlung (Assemblée nationale du Sénégal)

| Personendaten    | Personendaten              |
| ---------------- | -------------------------- |
| NAME             | Thiam, Haoua Dia           |
| KURZBESCHREIBUNG | senegalesische Politikerin |
| GEBURTSDATUM     | 1959                       |
| GEBURTSORT       | Bamako, Mali               |